# 1940年のライオン軍
1940年のライオン軍（1940ねんのライオンぐん）では、1940年シーズンのライオン軍の動向をまとめる。
この年のライオン軍は、高田勝生選手兼任監督の3年目（途中就任の1938年を含む）のシーズンである。

## チーム成績

### レギュラーシーズン
| 順位 | 球団         | 勝利 | 敗戦 | 引分 | 勝率 | ゲーム差 |
| ---- | ------------ | ---- | ---- | ---- | ---- | -------- |
| 優勝 | 東京巨人軍   | 76   | 28   | 0    | .731 | -        |
| 2位  | 阪神軍       | 64   | 37   | 3    | .634 | 10.5     |
| 3位  | 阪急軍       | 61   | 38   | 5    | .616 | 12.5     |
| 4位  | 翼軍         | 56   | 39   | 10   | .589 | 15.5     |
| 5位  | 名古屋軍     | 58   | 41   | 5    | .586 | 15.5     |
| 6位  | 黒鷲軍       | 46   | 54   | 4    | .460 | 28.0     |
| 7位  | 名古屋金鯱軍 | 34   | 63   | 7    | .351 | 38.5     |
| 8位  | 南海軍       | 28   | 71   | 6    | .283 | 45.5     |
| 9位  | ライオン軍   | 24   | 76   | 4    | .240 | 50.0     |

## できごと
投手陣は依然厳しく、このシーズンも近藤久・菊矢吉男・福士勇の３人がそれぞれ300イニング近く投げざるを得ず、3人がそろってシーズン20敗以上を記録するというありさまで、球団も最下位であった。
そんな中、鬼頭数雄の首位打者獲得は明るいニュースであった。